# Chipre en los Juegos Europeos de Cracovia 2023
Chipre participó en los Juegos Europeos de Cracovia 2023 con un equipo de 74 deportistas. Responsable del equipo nacional fue el Comité Olímpico Chipriota.

## Medallistas
El equipo de Chipre obtuvo las siguientes medallas:
| Nombre                               | Deporte   | Competición     |
| ------------------------------------ | --------- | --------------- |
| Oro                                  |           |                 |
| —                                    |           |                 |
| Plata                                |           |                 |
| Milan Trajković                      | Atletismo | 110 m vallas M  |
| Olivia Fotopulu                      | Atletismo | 200 m F         |
| Andreas Jásikos Anastasía Eleftheríu | Tiro      | Skeet mixto     |
| Bronce                               |           |                 |
| Irene Kontú                          | Karate    | Kumite –50 kg F |
| Kyriakí Kuttuki                      | Taekwondo | –46 kg F        |